# 아서 내피언텍
아서 내피언텍(Arthur Napiontek, 1987년 7월 23일 ~ )은 미국의 배우이다.